# John Antony Cramer
John Antony Cramer (1793 i Mitlödi i Schweiz – 24. august 1848 i Brighton) var en engelsk filolog.
Cramer studerede i England, blev 1822 præst i Binsey (landskabet Oxford) og 1842 professor i nyere historie i Oxford.
Af hans arbejder kan nævnes: Description of ancient Italy (2 bind, 1826); Description of ancient Greece (3 bind, 1828); Description of Asia Minor (2 bind, 1832); Anecdota Græca e codicibus manuscriptis bibliothecarum Oxoniensium descripta (4 bind, 1835-37); Anecdota Græca e codicibus manuscriptis bibliothecæ regiæ Parisiensis (4 bind, 1839-41).